# Catfish Collins
Phelps „Catfish“ Collins (* 17. Oktober 1943 in Cincinnati, Ohio, USA; † 6. August 2010) war ein US-amerikanischer Gitarrist.
Er war der ältere Bruder des Funk-Bassisten Bootsy Collins. Er spielte auf vielen einflussreichen Alben von Parliament, Funkadelic, James Brown, Godmoma und Bootsy’s Rubber Band. Seine intensiven Soli, auch geprägt durch den Einsatz von Effekten (z. B. Bandecho) und sein Sinn für funkige Melodien, machten seinen Stil einzigartig.